# Független Államok Közössége

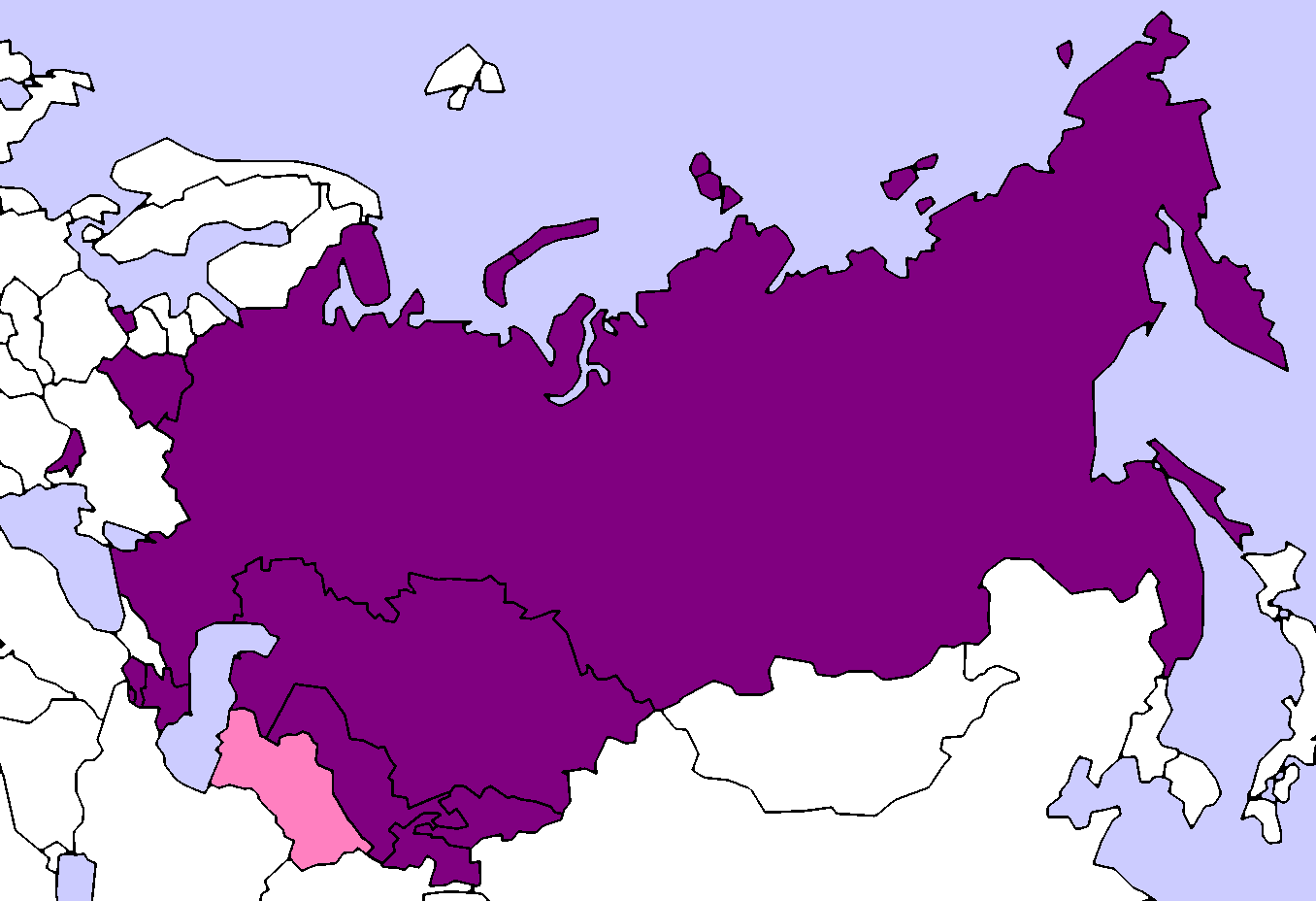
A FÁK területe 2009-től (sötétlila: tagállamok; rózsaszín: megfigyelők)

A Független Államok Közössége, rövidítve: FÁK (oroszul: Содружество Независимых Государств (СНГ), Szodruzsesztvo Nyezaviszimih Goszudarsztv) a volt Szovjetunió 15 tagállama (az ún. szovjet utódállamok) közül 11-nek a laza együttműködése, konföderációja.
A szerződést 11 ország kötötte: Azerbajdzsán, Fehéroroszország, Kazahsztán, Kirgizisztán, Moldova, Oroszország, Örményország, Tádzsikisztán, Türkmenisztán, Ukrajna és Üzbegisztán. A polgárháború sújtotta Grúzia később csatlakozott, a volt Szovjetunió három további állama (Észtország, Lettország és Litvánia) pedig nem csatlakozott a közösséghez.
A Független Államok Közösségének 1991. december 21-i megalakulása egyben a Szovjetunió felbomlását is jelentette. Az orosz vezetők akkori véleménye szerint a szövetség megalakulása lehetővé tette a „civilizált szétválást” a Szovjetunió tagjai között. Megalakulása óta a tagországok számos – az integrációt és az együttműködést célzó – gazdasági, katonai és külpolitikai egyezményt írtak alá.
Moldova, Ukrajna és Türkmenisztán nem ratifikálta azonnal a szervezet alapokmányát. Moldova csak 1994-ben, Türkmenisztán pedig 2000-ben tette meg, Ukrajna később sem. Türkmenisztán 2005. augusztus 26-ától megszüntette állandó tagságát, jelenleg megfigyelői státusszal társult tag. Grúzia 2009. augusztus 18-án kilépett a közösségből. Ukrajna 2014-ben jelentette be kilépési szándékát. Ukrajna ezután nem vett részt a szervezet tevékenységében és végül 2018-ban kilépett.

## Kollektív Biztonsági Szerződés
A Kollektív Biztonsági Szerződést (DKB) 1992. május 15-én Taskent városában írta alá Örményország, Kazahsztán, Kirgizisztán, Oroszország, Tádzsikisztán és Üzbegisztán. 1993. szeptember 24-én Azerbajdzsán, 1993. december 9-én Grúzia, 1993. december 31-én Fehéroroszország csatlakozott.
A szövetség garantálta tagállamainak országuk biztonságát, szuverenitását és területi egységét. Az orosz rakétaerő garanciájában látták kollektív biztonságukat. Különböző államközi szerveket hoztak létre. Létrejött a Kollektív Biztonsági Tanács, a Védelmi Miniszterek Tanácsa és a Külügyminiszterek Tanácsa. Céljuk az „egységes védelmi térség” megteremtése volt.
Ahogy a Szovjetunió felbomlott, a létrejött államok közül Fehéroroszország „örökölte” a leggazdagabb hadászati felszerelést. 72 interkontinentális ballisztikus rakéta, tíz összfegyvernemi hadosztály, és egy teljes légierő maradt rá. Hadseregük létszámát le kellett csökkenteniük, a rakétákat átszállították Oroszországba.
Kazahsztánra is szép számmal maradt hadianyag. SZ–75-ös, majd SZ–200-as és SZ–300-as rakétakomplexumok voltak országuk különböző területein. Atomfegyvermentes országként megváltak rakétaerőiktől.
Kirgizisztán is maradt az „elégséges önvédelem”-nél. Tádzsikisztán területén a kirgizek ENSZ békefenntartó „kéksisakosokat” tartottak.
Tádzsikisztánban polgárháború dúlt. Hadiereje az orosz fegyveres erőkbe olvadt, így saját hadsereget kellett felállítaniuk. Tádzsikisztánban a rend és a béke nehezen szilárdult meg orosz, FÁK-, EBESZ- és ENSZ csapatok révén 1997 júniusában.
Azerbajdzsánban és Örményországban már a Szovjetunió felbomlása előtt kialakultak a saját védelmi erők a Hegyi-Karabah környéki fegyveres konfliktusok miatt.
1993 decemberéig az összes új államnak saját hadserege volt. Innentől kezdve beszélhetünk egy úgynevezett „katonai együttműködési törzs”-ről. Melynek vezetője nem lehetett moldovai, türkmenisztáni és ukrajnai hadászati főnök, hiszen ezek az országok nem voltak részesei a KBSZ-nek.
A FÁK és az ODKB aktuálisan egy 2006–2010-es kollektív biztonsági–katonai együttműködési programot hajt végre.
A FÁK tíz állama 1995. február 10-én megalkotta a kollektív Egyesített Légvédelmi Rendszert. 1997-ben Grúzia és Türkmenisztán felfüggesztette részvételét a kollektív légvédelmi programban. 1997. december 17-én lépett életbe egy rendelet, mely kihirdette az Oroszországi Föderáció Nemzeti Biztonsági Koncepcióját, melynek lényege, hogy az oroszok a FÁK tagállamaiban állomásozhatnak.
A KBSZ-ből nőtt ki a Kollektív Biztonsági Szerződés Szervezete (ODKB), melyet 2002. október 7-én hoztak létre Chişinău városban és 2003. szeptember 18-án lépett életbe. 2006. június 23-án Üzbegisztán újra csatlakozott az ODKB-hez. Az ODKB tagja az Oroszországi Föderáció mellett Fehéroroszország, Kazahsztán, Kirgizisztán, Örményország, Tádzsikisztán. 2006. augusztus 16-án csatlakozott Üzbegisztán is.
A KBSZ együttműködik az ENSZ Antiterrorista Bizottságával. 2004-ben a NATO felé is nyitott.
2005 májusában a FÁK csúcsértekezletén a tagállamok közötti együttműködést hangsúlyozták. Az ODKB 2005-ben hajtotta végre a Rubezs–2005 nevű nagyszabású hadgyakorlatát Tádzsikisztánban.
A orosz–grúz háború következményeként 2008. augusztus 12-én Grúzia bejelentette kilépési szándékát a FÁK-ból. Az alapszabály szerint a procedúra egy évig tartott.

## Tagok
- Állandó tagok:
  -  Azerbajdzsán (1993)
  -  Fehéroroszország (1991)
  -  Kazahsztán (1991)
  -  Kirgizisztán (1991)
  -  Moldova (1994)
  -  Oroszország (1991)
  -  Örményország (1991)
  -  Tádzsikisztán (1991)
  -  Üzbegisztán (2000)
- Megfigyelői státusszal rendelkező országok:
  -  Türkmenisztán (2005)
- Volt tagok:
  -  Grúzia (1993–2009)
  -  Ukrajna (1991–2018)